# Krucifiks
Krucifiks (af latin crucifixus – den korsfæstede) er den figurative fremstilling af Kristus på korset.
Urkirken veg tilbage for krucifikset som alt for realistisk (korsfæstelse forekom stadig som straf).
I både Øst- og Vestkirken blev krucifikset siden en almindelig billedtype ofte knyttet til alteret eller i den middelalderlige vestkirke til overgangen mellem kor og skib, korbuen. Det var kendt som triumfkrucifiks eller i Danmark korbuekrucifiks. De lutherske kirker beholdt krucifikset, men de reformerte gjorde ikke.
I Gammel Åby Kirke hænger en kopi af det gyldne krucifiks, der hang i den første kirkebygning. Det originale krucifiks er et af de tidligste kristne klenodier i Danmark. Det kom til Nationalmuseet i 1870. Det er af forgyldte kobberplader på en trækerne og illustrerer middelalderens magtfusion mellem konge og kirke. Det er kun i Norden at Jesus på denne måde afbilledes som en konge. Oprindeligt var figuren ophængt på et kors af træ, som nu er gået tabt.

## Galleri
- Kopi af det gyldne Krucifiks i Gammel Åby Kirke.
- Krucifiks fra ca. 1250 Antagelig fra Læk Kirke, Vestslesvig. Udstillet på Sønderborg Slot.
- Bro Kirke på Gotland. Krucifiks fra 1200-tallet.
- Lübeck Domkirke. Krucifiks fra 1400-tallet af Bernt Notke.
- Vangede Kirke, indviet 1974. Keramikkors med et lille gyldent krucifiks i centrum.